# Spółgłoska zwarta zębowa dźwięczna
Spółgłoska zwarta zębowa dźwięczna – rodzaj dźwięku spółgłoskowego występujący w językach naturalnych, oznaczany w międzynarodowej transkrypcji fonetycznej IPA symbolem [d̪].

## Artykulacja

### Opis
W czasie artykulacji tej spółgłoski:
- modulowany jest strumień powietrza wydychany z płuc, czyli jest to spółgłoska płucna egresywna;
- prąd powietrza w jamie ustnej uchodzi wzdłuż środkowej linii języka – spółgłoska środkowa;
- język styka się z zębami – jest to zatem spółgłoska zębowa;
- tylna część podniebienia miękkiego zamyka dostęp do jamy nosowej, jest to spółgłoska ustna;
- dochodzi do całkowitego zablokowania przepływu powietrza przez jamę ustną i nosową, a następnie do przerwania utworzonej blokady i wybuchu (plozji) – jest to spółgłoska zwarta.
- wiązadła głosowe drgają periodycznie, spółgłoska ta jest więc dźwięczna[1].

### Warianty
Opisanej powyżej artykulacji może towarzyszyć dodatkowo:
- wzniesienie środkowej części grzbietu języka w stronę podniebienia twardego, mówimy wtedy o spółgłosce zmiękczonej (spalatalizowanej): [d̪ʲ]
- wzniesienie tylnej części grzbietu języka w kierunku podniebienia tylnego, mówimy spółgłosce welaryzowanej: [d̪ˠ]
- przewężenie w gardle, mówimy spółgłosce faryngalizowanej spółgłosce: [d̪ˤ]
- zaokrąglenie warg, mówimy wtedy o labializowanej spółgłosce [d̪ʷ][1]

Spółgłoska może być wymówiona:
- bez całkowitego drgania wiązadeł głosowych, mówimy wtedy o spółgłosce ubezdźwięcznionej: [d̥][1].

## Przykłady
Przykłady w wybranych językach:

### Wariant dziąsłowy
| angielski    | duck                | [dɑk]        | 'kaczka'           | Głoska może być wymawiana inaczej, zależnie od miejscowej odmiany języka. |           |      |       |        |                                                |
| indonezyjski | dacing              | [ˈdätʃɪŋ]    | 'waga odważnikowa' |                                                                           |           |      |       |        |                                                |
| japoński     | 男性的 (danseiteki) | [dãnse̞ːte̞ki] | 'męski'            |                                                                           |           |      |       |        |                                                |
| luksemburski | brudder             | [ˈbʀudɐ]     | 'brat'             |                                                                           |           |      |       |        |                                                |
| niderlandzki | dak                 | [dɑk]        | 'dach'             |                                                                           | niemiecki | Dach | [dax] | 'dach' | Głoska pośrednia pomiędzy zębową i zębodołową. |

### Wariant zębowy
| Język       | Język       | Słowo               | IPA          | Znaczenie   | Uwagi                                                          |
| ----------- | ----------- | ------------------- | ------------ | ----------- | -------------------------------------------------------------- |
| białoruski  | białoruski  | падарожжа/padarožža | [päd̪äˈroʐʐä] | 'podróż'    |                                                                |
| francuski   | francuski   | dais                | [d̪ɛ]         | 'baldachim' | Zobacz też artykuł: Wymowa i transkrypcja języka francuskiego. |
| polski      | polski      | droga               | [d̪roga]      | -           |                                                                |
| portugalski | portugalski | dar                 | [ˈd̪aɾ]       | 'dawać'     |                                                                |
| rosyjski    | rosyjski    | дышать              | [d̪ɨ̞ˈʂatʲ]    | 'oddychać'  |                                                                |
| słoweński   | słoweński   | danes               | [ˈd̪àːnəs̪]    | 'dzisiaj'   |                                                                |
| włoski      | włoski      | dare                | [ˈd̪äːre]     | 'dawać'     |                                                                |